# Dixit Dominus (Händel)
Dixit Dominus, HWV 232, és una salm compost per Georg Friedrich Händel durant la primavera del 1707. Utilitza el text llatí del Salm 110 (Vulgata 109), que comença amb les paraules Dixit Dominus ("El Senyor va dir" o "Oracle del Senyor"). És la composició autògrafa de Händel més antiga que ens a arribat intacta.

## Context històric
Händel, el 1707, era jove (22 anys) però musicalment ja tenia una certa maduresa i es trobava a Itàlia, requerit per alguns mecenes de Florència, Venècia i Roma. A Roma, ciutat de Papes i de la cort cardenalícia, les famílies més importants eren els Pamphili, Ottoboni, Colonna, que rivalitzaven entre elles. En aquest context, neixen algunes de les obres mestres de Händel, com els salms Laudate pueri dominum (HWV 237), Nisi Dominus (HWV 238) i el Dixit Dominus. Aquesta darrera és també la seva composició autògrafa més antiga que ens ha arribat intacta. Probablement la començà al nord d'Itàlia i després la completà a Roma abans de Pasqua. Existeix la hipòtesi que va ser interpretada el 16 juliol del 1707, en ocasió de les festes per la Madonna del Carmelo a la Basílica de Santa Maria en Montesanto de Roma, però no està documentada.

## Estructura i anàlisi musical
El salm està dividit en nou seccions. La tonalitat general és sol menor tot i que apareix només a l'inici, al final i en un moviment central; en la resta dels seccions hi ha una alternança amb tonalitats veïnes. El text, en llatí, és el Salm 110 del Llibre de David.
El conjunt instrumental està format per dos violins, dues violes i baix continu. Acompanyen les veus solistes (contralt i soprano) i el cor amb dues sopranos, contralts, tenors i baixos.
La duració total del Dixit Dominus és d'uns 30 minuts.
| Núm. | Títol                  | Veus                        | Text | Traducció |
| ---- | ---------------------- | --------------------------- | --- | --- |
| I    | Dixit Dominus          | Cor                         | Dixit Dominus Domino meo: sede a dextris meis, donec ponam inimicos tuos scabellum pedum tuorum.                      | Oracle del Senyor al meu senyor: «Seu a la meva dreta, i espera que faci dels enemics l'escambell dels teus peus.»                     |
| II   | Virgam virtutis        | Ària: alt                   | Virgam virtutis tuae emittet Dominus ex Sion: dominare in medio inimicorum tuorum.                                    | Que el Senyor estengui lluny, des de Sió, el poder del teu ceptre.                                                                     |
| III  | Tecum principium       | Ària: soprano               | Tecum principium in die virtutis tuae splendoribus sanctorum: ex utero ante luciferum genui te.                       | Ets príncep des del dia que vas néixer, tens la glòria sagrada des del si de la mare; des de l'aurora, com rosada, ell t'ha engendrat. |
| IV   | Juravit Dominus        | Grave: cor                  | Juravit Dominus, et non paenitebit eum:                                                                               | El Senyor no es desdiu del que jurà:                                                                                                   |
| V    | Tu es sacerdos         | Cor                         | Tu es sacerdos in aeternum secundum ordinem Melchisedech.                                                             | «Ets sacerdot per sempre com ho fou Melquisedec.»                                                                                      |
| VI   | Dominus a dextris tuis | Allegro: solisti i cor      | Dominus a dextris tuis, confregit in die irae suae reges. Judicabit in nationibus, implebit ruinas:                   | El Senyor és al teu costat: abat els reis el dia que s'indigna; judica els pobles, els fa presoners                                    |
| VII  | Conquassabit           | Cor                         | conquassabit capita in terra multorum.                                                                                | abat governants arreu de la terra. |
| VIII | De torrente in via     | Adagio: dues sopranos i cor | De torrente in via bibet: propterea exaltabit caput.                                                                  | En plena campanya beus al torrent i després aixeques el cap.                                                                           |
| IX   | Glòria Patri           | Cor                         | Glòria Patri, et Filio, et Spiritui Sancto. Sicut erat en principi et nunc et semper, et en saecula saeculorum. Amen. | Glòria al Pare, al Fill i a l'Esperit Sant, com era en principi i ara i sempre pels segles dels segles. Amen.                          |

## Discografia
- Dixit Dominus/Coronation anthems, Preston/Auger/Montague/Ainsley - 1987 Deutsche Grammophon